# Gigi D'Agostino
Gigi D'Agostino (pravým jménem Luigi Di Agostino) (* 17. prosince 1967, Itálie) je DJ v klubu Woodstock v Turíně. Hraje spolu s Peterem Sandrinim (Sandro). Produkuje ve stylu italodance, který je v Itálii velice rozšířen.
Začátkem jeho kariéry byly hity jako Fly, Angel-Symphony, Elisir a Cuba Libre. Jeho singl Bla Bla Bla získal za tři dny od vydání zlatou desku. Za výběrové album L'Amour Toujours získal platinovou desku v Itálii, zlatou desku v Česku, Rakousku, Německu a Francii.
Postupně svou tvorbu formuje a mění svůj styl, až se v průběhu roku 2006 dostává ke slovu zcela nový směr muziky, nový žánr, který on sám založil a tím je Lento Violento. Vyznačuje se pomalým tempem s velice výraznými prvky. Je velice živý, někdy až agresivní. Pokud obsahuje vokál, jsou jeho slova většinou jednoduchá, zpravidla se stále opakují. Tímto svým stylem strhává obrovskou vlnu nadšení a fanoušci tento nový trend přijímají velice kladně[zdroj?].
Od roku 2005 do poloviny roku 2009 vysílal na italském rádiu m2o svůj pravidelný pořad s názvem Il Cammino di Gigi D'Agostino, což byl hodinový set, obsahující novinky z jeho tvorby. V druhé polovině roku 2009 také odstartoval svůj nový pořad s názvem Quello Che Mi Piace, ten se však dočkal jen dvanácti dílů a neuchytil se. Poslední odvysílání se konalo 26. 12. 2009, poté oznámil, že kvůli nedostatku času a neshodám s m2o pořad končí.

## Diskografie

### Alba
- 1994 - A Journey into Space
- 1996 - Gigi D'Agostino
- 1996 - The Greatest Hits
- 1996 - A Journey Into Space
- 1997 - Gin Lemon E.P.
- 1999 - Tanzen
- 1999 - L'Amour Toujours
- 2000 - Tecno Fes vol. 1
- 2000 - Tecno Fes Vol. 2
- 2001 - Gigi The Best
- 2003 - Underconstruction 1: Silence E.P.
- 2004 - Underconstruction 2: Silence Remix
- 2004 - Underconstruction 3: Remix
- 2004 - L'Amour Toujours II

### Compilation
- 1996 - Le Voyage 96
- 1996 - Le Voyage Estate
- 1997 - Progressive Hyperspace
- 2000 - Eurodance '99
- 2001 - Il Grande Viaggio Vol. 1
- 2003 - Il programmino di Gigi D'agostino
- 2003 - Live At Altromondo (Exclusive Edition)
- 2004 - Live At Altromondo Part II (Exclusive Edition)
- 2004 - Laboratorio 1
- 2004 - Benessere 1
- 2005 - Laboratorio 2
- 2005 - Laboratorio 3
- 2005 - Disco Tanz
- 2006 - Some Experiments
- 2007 - Lento Violento e altre storie...
- 2007 - Lento Violento Man - La Musica Che Pesta
- 2008 - S(u)ono Libero
- 2010 - Ieri e Oggi mix Vol. 1
- 2010 - Ieri e Oggi mix Vol. 2

### Singly
- 1995:
  - Sweetly
  - New Years Day
  - Gigi's Violin / Elektro Message
  - Fly
  - Angel's Simphony
- 1997:
  - Music (An echo deep inside)
  - Gin Lemon
- 1998:
  - Elisir (Your Love)
- 1999:
  - The Riddle
  - The Riddle Remix
  - La Passion
  - La Passion Remix
  - The Riddle feat. Bla Bla Bla
  - Bla Bla Bla
  - Another Way
- 2000:
  - Reanimator feat. Vanilla Ice - Ice ice baby 2001 (Remix)
- 2001:
  - Super (Gigi D'agostino & Albertino)
  - Magic Box - Carillon (remix)
  - L'Amour Toujours
- 2002:
  - Ago - Put on your red shoes (remix)
  - Shakira - Te Aviso,Te Anuncio [Tango] (remix)
- 2004:
  - Silence
  - Gigi & Molly - Con Il Nastro Rosa
  - Gigi's Goodnight (Gigi D'agostino & Pandolfi)
  - Summer Of Energy
- 2005:
  - Wellfare
  - I Wonder Why
- 2006:
  - L'Amour Toujours (I'll Fly With You) (AATW release with remixes - UK)
- 2007:
  - Lento Violento ... E Altre Storie
  - La Musica Che Pesta
- 2008:
  - S(u)ono Libero
- 2009:
  - Mondo Reale
- 2020:
  - Hollywood